# Енисей (автодорога)
Федера́льная автомоби́льная доро́га Р257 «Енисе́й» (до 1 января 2018 года также мог применяться номер М54) — автомобильная дорога федерального значения Красноярск — Абакан — Кызыл — Чадан — Хандагайты — государственная граница с Монголией. Является главной транспортной артерией, связывающей Тыву с другими регионами России. Проходит по территории трёх регионов: Красноярского края, Республики Хакасии и Республики Тувы. Пересекает несколько горных хребтов в Саянских горах.
Протяжённость автодороги — 1 116,125 километров. Начало отсчета километража — Предмостная площадь в Красноярске, окончание — государственная граница с Монгольской Республикой в районе двустороннего автомобильного пограничного перехода Хандагайты (Боршо). Первые 15 километров в границах города Красноярска совпадают с магистральными городскими улицами, остальная часть трассы находится в управлении Федерального казённого учреждения Упрдор «Енисей» и его филиалов.
Участок Абакан — Кызыл известен также под историческим названием Усинский тракт, так как пересекал тогдашнюю государственную границу в Усинском пограничном округе и значительный участок проходил в долине реки Ус. 

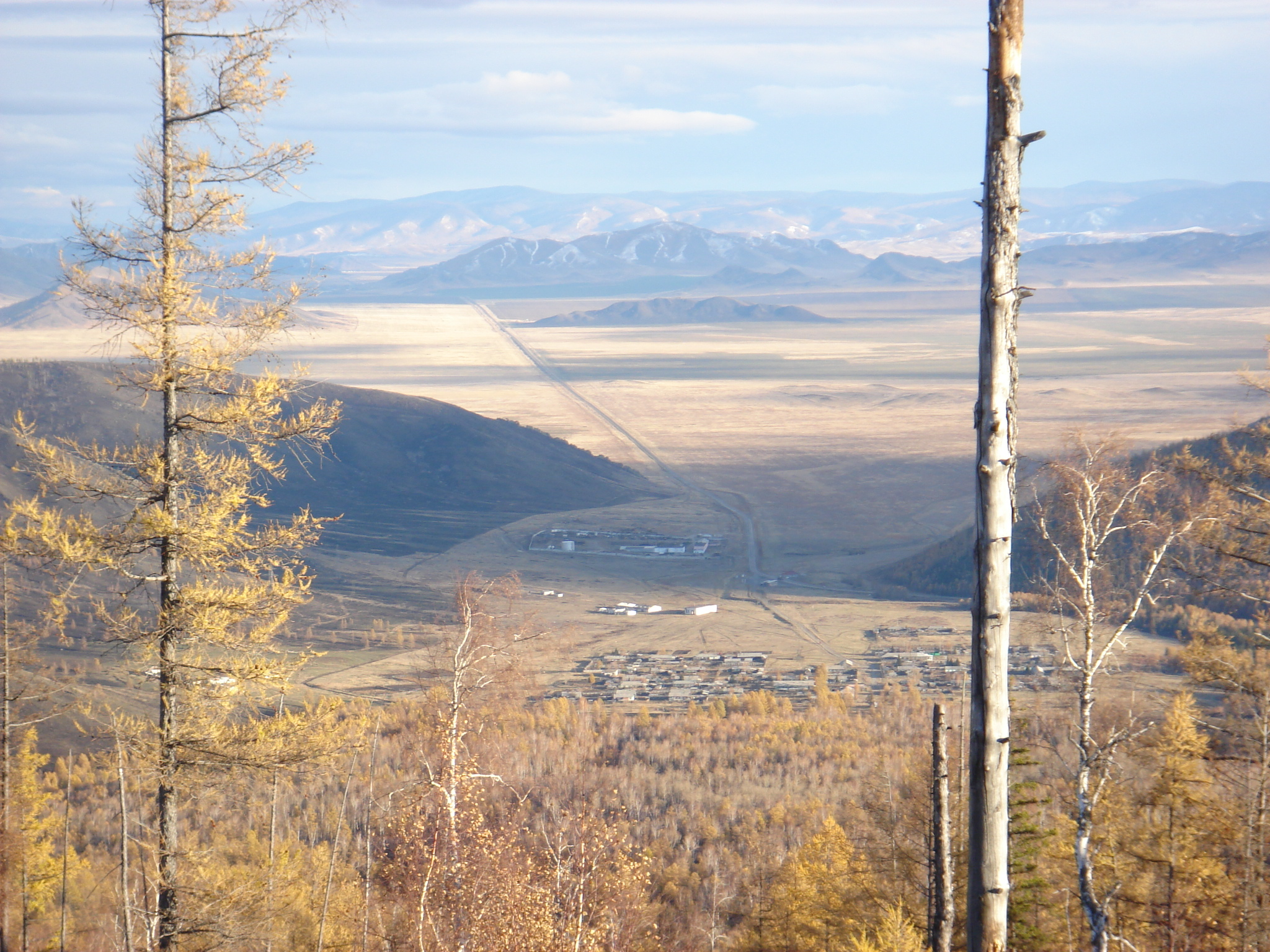
Вид на Турано-Уюкскую котловину на спуске в Тыву с перевала Нолёвка

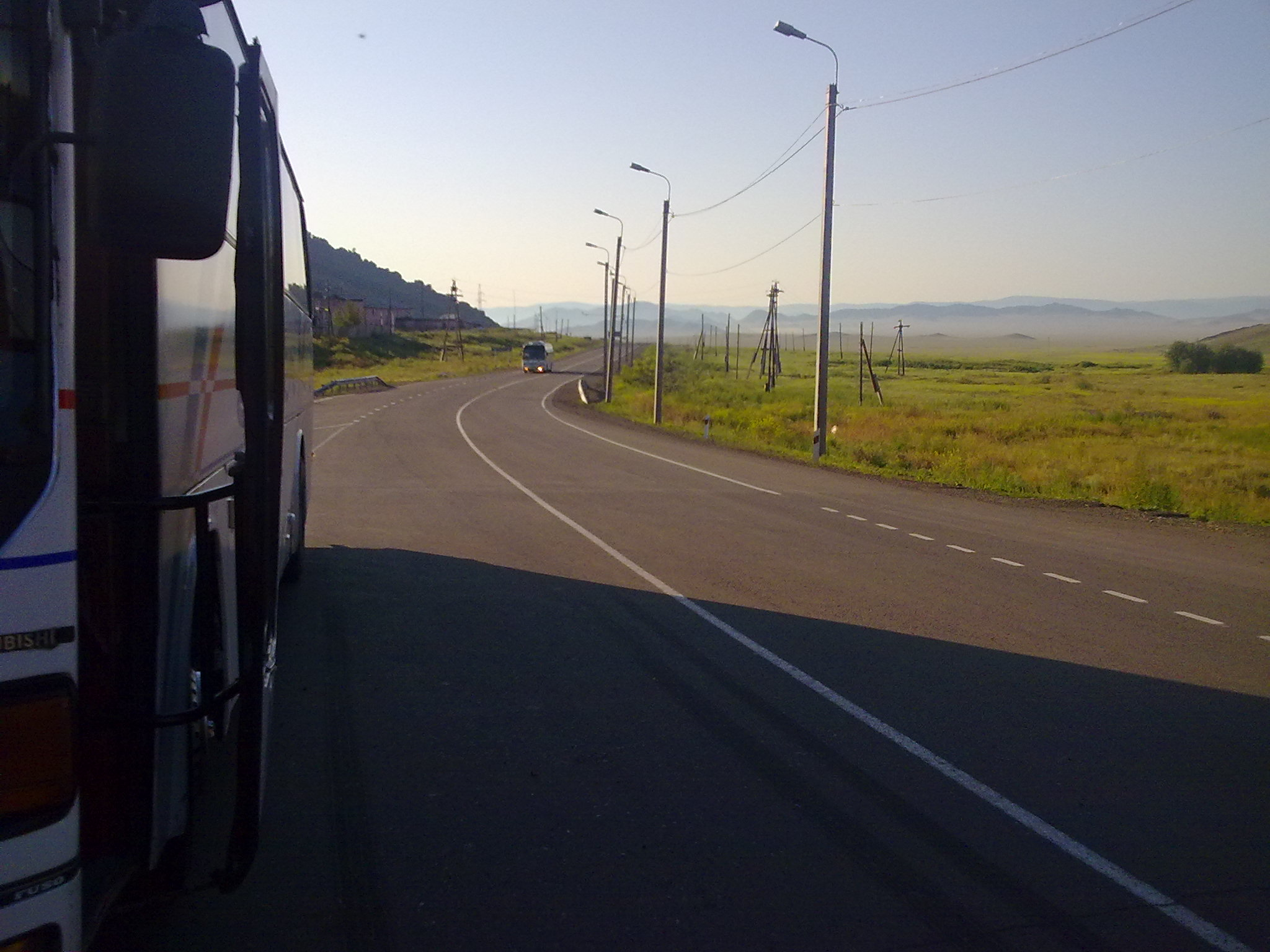
Федеральная автотрасса «Енисей» в районе поста «Шивилиг» в сторону Кызыла. Вид на Турано-Уюкскую Котловину

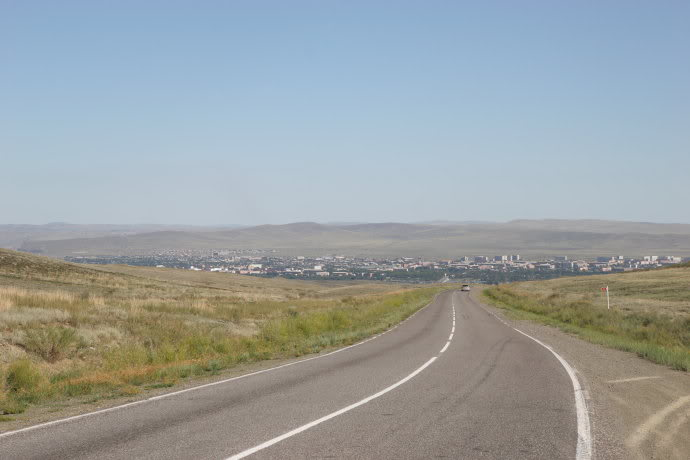
Участок на спуске к Кызылу

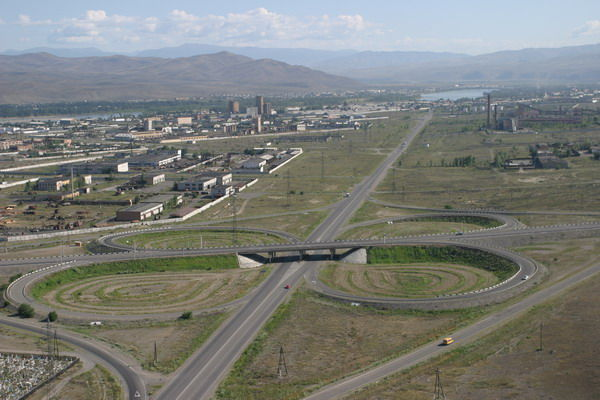
Развязка на объездной дороге Кызыла. Слева направо — старый маршрут (Туран — Эрзин), вверх — Кызыл, вниз — дорога на Чадан.

## История
Участок Абакан — Кызыл (387 км) построен в 1914—1917 годах силами ссыльнокаторжных, в 1932 году реконструирован под автомобильное движение. В 1966 году построен участок Красноярск — Абакан (408 км).
До 1 января 2017 года дорога от Кызыла шла на юг через Самагалтай и Эрзин до ДАПП «Цаган-Толгой» на границе с Монголией. Этот участок перешёл в управление Республики Тыва и стал автодорогой регионального значения 93Н-110. Новый участок дороги Р257 прошёл от Кызыла через Чадан и Хандагайты до ДАПП «Хандагайты».

## Краткий маршрут
Красноярский край
0 км — Красноярск — соединение с федеральной автотрассой Р255 «Сибирь»
35 км — Дивногорск
162 км — Балахта
243 км — Новосёлово
Республика Хакасия
292 км — Первомайское
327 км — Знаменка
390 км — Черногорск
408 км — Абакан
Красноярский край
438 км — Минусинск
472 км — Казанцево -> Шушенское
508 км — Ермаковское
650 км — Арадан
Республика Тыва
703 км — Шивилиг
721 км — Туран
795 км — Кызыл
907 км — Шагонар
1018 км — Чадан
1108 км — Хандагайты
1116,125 км — граница с Монголией

## Описание маршрута

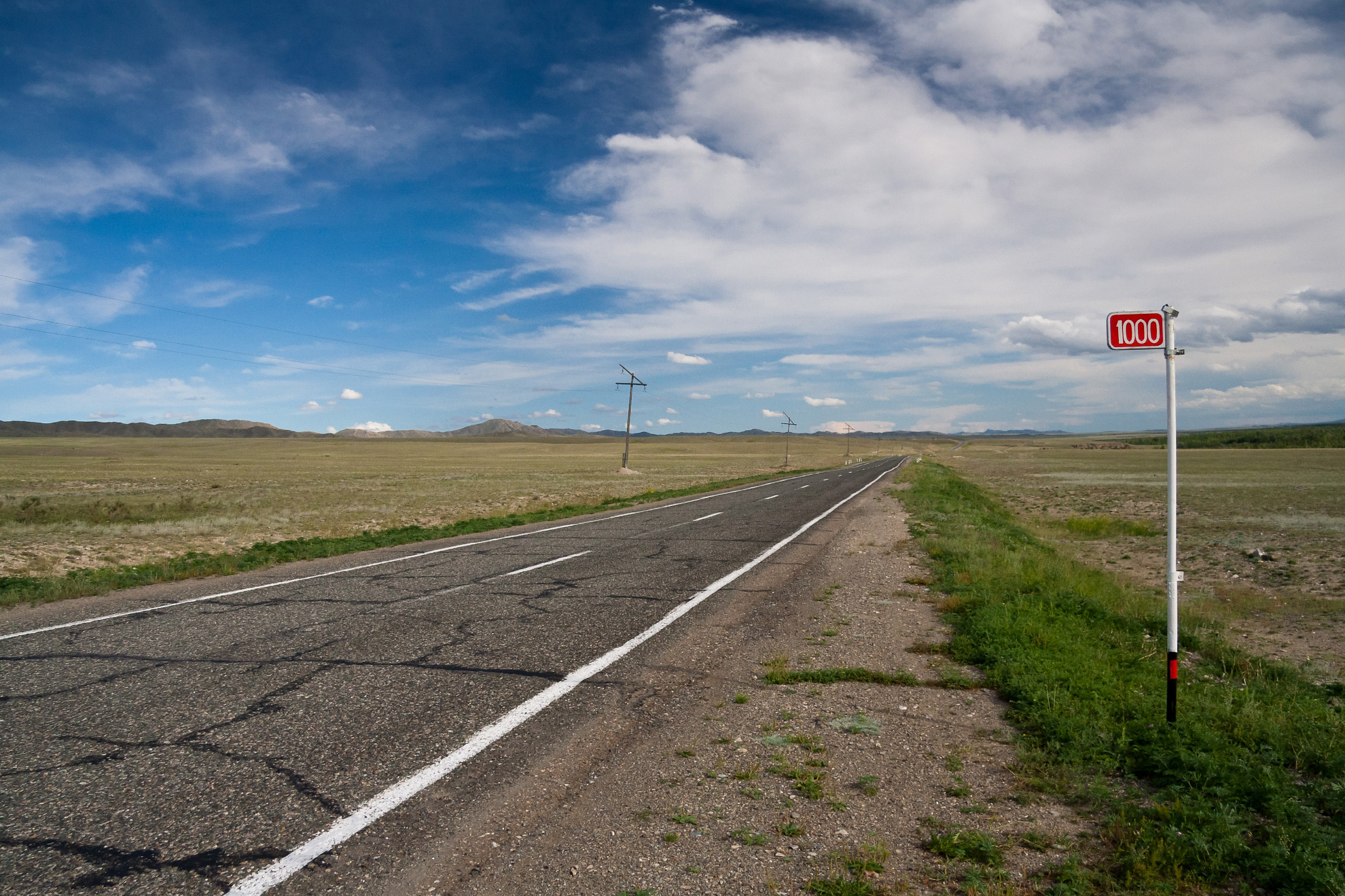
1000 км. трассы

От Красноярска до Дивногорска дорога следует практически строго на запад по правому берегу Енисея, пересекая его по мосту, расположенному в районе Красноярской ГЭС (примерно в километре ниже по течению). Далее, повернув на юг, дорога проходит по горному серпантину, выходя к левому берегу Енисея и проходя далее вблизи районных центров Красноярского края Балахта и Новосёлово. Перед Новосёлово находится недействующий пост ДПС в месте примыкания дороги до Малого Имыша (далее в Ужур) — данная дорога используется в качестве основной при движении транспорта из Хакасии и Тувы на запад. Далее трасса пролегает по территории Хакасии. Черногорск оказывается справа, а Абакан можно обогнуть как по старой трассе слева, пересекая Енисей по старому совмещённому мосту, так и справа, пересекая Енисей по Братскому мосту. За Енисеем трасса вновь оказывается на территории Красноярского края. Расположенный в 22 км от Абакана Минусинск можно обогнуть справа или проехать непосредственно через него. Далее вплоть до Григорьевки автотрасса пролегает по лесостепной зоне предгорий Саян. Направляясь на юго-восток, трасса проходит через 46 км мимо посёлка городского типа Шушенское. Далее через 80 км трасса пролегает через райцентр Ермаковское. Последним населённым пунктом перед Саянами является деревня Танзыбей, на выезде из которой изобилуют закусочные. После этого начинается длительный подъём на главный перевал трассы — Буйбинский перевал. Дорога перед перевалом имеет множество крутых поворотов и петель. На перевале участок дороги оборудован самой длинной в России противолавинной галереей (~1340 метров на данный момент), а сразу за ним на самой верхней точке расположена часовня, где разбился вертолёт генерала Лебедя (губернатор Красноярского края). Фактически за ним вплоть до спуска и переезда через первый мост на речке Нижняя Буйба расположена рекреационная зона «Ергаки» в горном хребте Ергак-Таргак-Тайга (левее трассы). Туристический центр расположен сразу за первым мостом через Нижнюю Буйбу. Далее трасса длительное время пролегает в русле реки Нижняя Буйба, пересекая её несколько раз. Дорога расположена в красивейшей темнохвойной тайге. Затем выходит к посёлку Арадан на правобережье реки Ус и далее тянется вдоль этой реки. Потом пересекает реку Ус (оставляя справа отворот на второстепенную дорогу до крупного села Верхнеусинское) и поднимается на перевал Солнечный. Темнохвойная тайга сменяется сухой тайгой (лиственница с возможными берёзой и сосновыми участками). За перевалом «Солнечный» трасса спускается в долину ручья Солнечный и начинает подъём на перевал «Нолевка», где располагается административная граница с Тувой. С перевала начинается непрерывный спуск (5 км) в Турано-Уюкскую котловину. В конце спуска расположен стационарный пост ДПС «Шивилиг». Далее трасса следует по степи через город Туран и деревни Уюк и Суш, после чего поднимается на перевал «Каменный» через Уюкский хребет (старый участок трассы пролегает через перевал «Весёлый», рядом с которым расположена лыжная база «Станция Тайга»). Уюкский хребет покрыт редким лиственичным лесом. За хребтом трасса следует по гористой сухой степной местности со множеством подъёмов и спусков вплоть до Кызыла. В 4 км перед Кызылом в горах находится развязка. Налево трасса уходит в город через коммунальный мост (проезд по улицам Рабочая — Чульдум — Бай-Хаакская), направо уходит обходная дорога через транспортный мост. За Енисеем трасса оказывается на развязке с трассой Кызыл-Ак-Довурак на западной окраине Кызыла в промышленной зоне. Огибая город, трасса сливается с выездом из города и уходит на юг через абсолютно ровную степную зону на юг до деревни Балгазын. Затем начинается подъём на перевал Шуурмакский через хребет Хорумнуг-Тайга (перемычка между хребтам Восточный Танну-Ола и нагорьем Сангилен). Перевал покрыт тайгой. За перевалом трасса спускается к райцентру Самагалтай в долину реки Тес-Хем(Тэс) — основной приток озера Убсу-Нур. Местность становится более сухой и полупустынной. Ещё южнее трасса проходит через райцентр Эрзин. Как вокруг Эрзина так и вокруг Самагалтая построена объездная дорога. За Эрзином трасса уходит на границу с Монголией. В 56 км от Эрзина расположен пропускной пункт Цаган-Толгой.

## Связь
Местность, где пролегает трасса, в основном покрыта сотовой связью (МТС, Мегафон, Билайн, Tele2). Исключениями являются следующие участки:
1. Тандым: граница Красноярского края и Хакасии.
2. На обширном участке южнее райцентра Ермаковское и до перевала Нолёвка связь отсутствует (почти 200 км). Исключением является наличие связи в Танзыбее и в районе парка Ергаки.
3. Участок Суш (Тыва) — Кызыл.